# Vagabund
|  | No s'ha de confondre amb sense sostre. |

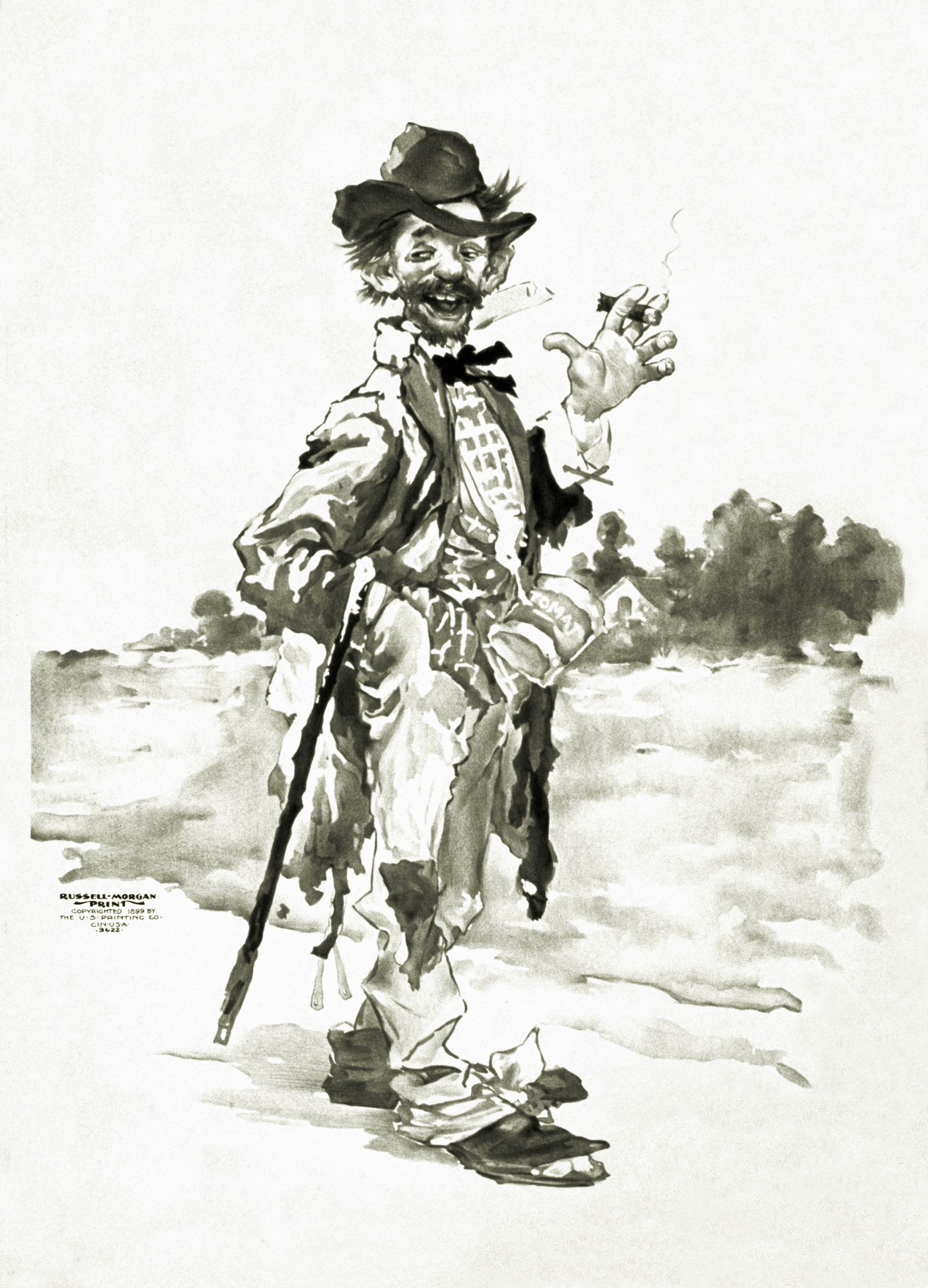
Imatge d'un rodamón

Es coneix com a vagabund o rodamón una persona ociosa o gandula que camina errant d'una part a una altra, sense tenir ofici ni domicili determinat. És una imatge típica de la novela picaresca que ha donat molts vagabunds murris que no tenen res a veure amb els sense sostre que viuen avui a les grans ciutats.
Els vagabunds es caracteritzen, i és el tret que més els diferencia dels sense sostre, pel fet que contínuament estan viatjant, i que per aquest motiu no tenen una llar fixa. A l'Índia els vagabunds són venerats i respectats per la població, com renunciants de la vida mundana dels sadhu deambulen per les ciutats o els boscos a la recerca de l'alliberament.
L'abat Pierre (1912 - 2007) va ser un religiós francès que va fundar l'Orde d'Emaús, dedicada als que no tenen llar.

## Etimologia

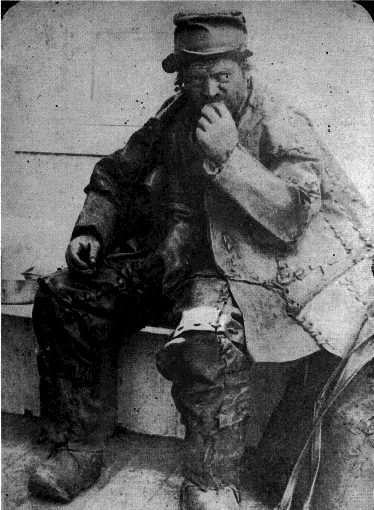
Leatherman, 9 de juny de 1885

La paraula es deriva de l'adjectiu llatí  vagabundus , "inclinat a errar", del verb  vagor , "vagar". No denota un membre d'un poble nòmada, sinó un individu que té, voluntàriament o per les circumstàncies, un estil de vida errant en una societat sedentària. Aquestes persones poden ser anomenades  vagabunds ,  captaires  i ser fins i tot confoses amb lladres.

## Poriomania
En psicologia es denomina  poriomania  l'impuls patològic d'algunes persones a sortir voluntàriament de casa per anar a vagar lluny de la llar.